# Felix Schäfer
Felix Schäfer (* 1983 in Heidelberg) ist ein deutscher Schauspieler und Regisseur.

## Leben
Felix Schaefer wuchs in Mannheim auf, wo er auch sein Abitur ablegte. Anschließend ging er Auckland, Neuseeland, um dort Zivildienst zu machen. Er lebte die folgenden acht Jahre in Neuseeland und absolvierte dort von 2008 bis 2011 sein Schauspielstudium (Drama Studies) an der Victoria University of Wellington, wo er den „Bachelor in Performing and Screen Arts“ erwarb. Darstellende Kunst mit dem Hauptfach Schauspiel studierte er an der Unitec School of Performing and Screen Arts. Nach seinem Bachelor kehrte er nach Deutschland zurück und zog nach Berlin. Seither arbeitet er als Schauspieler für Film und Fernsehen.
Sein Kinodebüt hatte er in einer Nebenrolle als Freddy in der Liebeskomödie Traumfrauen (2015) von Regisseurin Anika Decker, mit der er in High Society (2017) dann nochmals zusammenarbeitete. Im Spielfilmdebüt der Regisseurin Tini Tüllmann, dem Thriller Freddy/Eddy (2016), spielte er, an der Seite von Jessica Schwarz, Katharina Schüttler und Alexander Finkenwirth, die männliche Doppelhauptrolle, den Maler Freddy, dem wird vorgeworfen wird, seine untreue Freundin und deren Liebhaber brutal verprügelt zu haben, und seinen Doppelgänger Eddy.
Episodenrollen in TV-Serien hatte er zunächst in Gute Zeiten, schlechte Zeiten (2018) und  Die Spezialisten – Im Namen der Opfer (2018). In der 2. Staffel der ZDF-Krimireihe SOKO Hamburg (2019) übernahm er eine der Episodenrollen als Unternehmensberater Tobias Körner, wo Alexander Finkenwirth erneut sein Partner war.
2019 stellte Schäfer seinen ersten eigenen Spielfilm fertig, die schwarze Komödie Da unten im Himmel mit Roger Bonjour, Maximilian Dirr, Martin Langenbeck und Mario Mentrup in den Hauptrollen, bei der er auch Co-Hauptdarsteller ist. Er lebt seit 2011 als freischaffender Schauspieler in Berlin.

## Filmografie (Auswahl)
- 2015: Traumfrauen (Kinofilm)
- 2016: Freddy/Eddy (Kinofilm)
- 2017: High Society (Kinofilm)
- 2018: Gute Zeiten, schlechte Zeiten (Fernsehserie)
- 2018: Die Spezialisten – Im Namen der Opfer: Die Lüge (Fernsehserie, eine Folge)
- 2019: SOKO Hamburg: Mord nach Maß (Fernsehserie, eine Folge)
- 2019: Da unten im Himmel (Kinofilm)